# Minecraft Legends
Minecraft Legends er et kommende action - strategi  videospil udviklet af Mojang Studios, Blackbird Interactive og udgivet af Xbox Game Studios . Det er indstillet til at blive frigivet til Nintendo Switch , PlayStation 4 og 5 , Windows , Xbox One og Xbox Series X/S den 18. april 2023. Det er en spin-off af videospillet Minecraft.

## Game play
Minecraft Legends er et actionstrategi-videospil, der har strategiske elementer i sin kerne, med mekanik inspireret af actionspil . Det udforskes fra et tredjepersons perspektiv. Spillet byder på både samarbejdende og konkurrencedygtige multiplayer .

## Plot
Minecraft Legends udspiller sig i Minecraft- universet under en invasion af piglins fra Nether. Mens Nether spreder sin korruption over Oververdenen, bringer en stor helt (spilleren) deres banner for at redde Oververdenen og samle dens pøbel for at hjælpe med at forsvare deres hjem. Begivenhederne Legends finder sted i er hverken fakta eller fiktion i Minecraft- universet, men foregår snarere i en fortælling, der er gået i arv gennem generationer.

## kilder
1. opdateret, Zachary Boddy Bidrag fra Matt Brown sidst (15. oktober 2022). "Minecraft Legends kommer foråret 2023, gameplay debuterer på Minecraft Live" . Windows Central . Hentet 19. oktober 2022.